# 푸에르토리코 행정의회
푸에르토리코 행정의회(스페인어: Cámara de Representantes de Puerto Rico)는 중남미 소행정 국가 푸에르토리코의 최고행정자치의회 의결 관련 기관으로써 1900년 12월 10일을 기하여 첫 개설 및 설치되어 현재에 이르고 있다.